# Family Circle Cup 1982
Il Family Circle Cup 1982 è stato un torneo di tennis giocato sulla terra verde.
È stata la 10ª edizione del Family Circle Cup, che fa parte del WTA Tour 1982.
Si è giocato al Sea Pines Plantation di Hilton Head Island negli Stati Uniti dal 5 all'11 aprile 1982.

## Campionesse

### Singolare
Martina Navrátilová ha battuto in finale  Andrea Jaeger con il punteggio di 6–4, 6–2

### Doppio
Martina Navrátilová /  Pam Shriver hanno battuto in finale  JoAnne Russell /  Virginia Ruzici con il punteggio di 6–1, 6–2